# Борріол
Борріол, Борріоль (валенс. Borriol, ісп. Borriol) — муніципалітет в Іспанії, у складі автономної спільноти Валенсія, у провінції Кастельйон. Населення — 5075 осіб (2010).

## Географія
Муніципалітет розташований на відстані близько 310 км на схід від Мадрида, 5 км на північний захід від міста Кастельйон-де-ла-Плана.

## Демографія
Динаміка населення (INE ):